# Az NSZK az 1984. évi téli olimpiai játékokon
Az NSZK a jugoszláviai Szarajevóban megrendezett 1984. évi téli olimpiai játékok egyik részt vevő nemzete volt. Az országot az olimpián 10 sportágban 84 sportoló képviselte, akik összesen 4 érmet szereztek.

## Érmesek
| Érem  | Versenyző                                               | Sportág | Versenyszám                  |
| ----- | ------------------------------------------------------- | ------- | ---------------------------- |
| Arany | Peter Angerer                                           | Biatlon | Férfi 20 km egyéni indításos |
| Arany | Hans Stanggassinger Franz Wembacher                     | Szánkó  | Kettes                       |
| Ezüst | Peter Angerer                                           | Biatlon | Férfi 10 km sprint           |
| Bronz | Ernst Reiter Walter Pichler Peter Angerer Fritz Fischer | Biatlon | Férfi 4 × 7,5 km váltó       |

## Alpesisí
Férfi
| Versenyző        | Versenyszám      | 1. futam      | 1. futam      | 2. futam      | 2. futam      | Összesítés    | Összesítés    |
| Versenyző        | Versenyszám      | Idő           | Hely.         | Idő           | Hely.         | Idő           | Helyezés      |
| ---------------- | ---------------- | ------------- | ------------- | ------------- | ------------- | ------------- | ------------- |
| Florian Beck     | Műlesiklás       | 53,49         | 18.           | nem ért célba | nem ért célba | kiesett       | kiesett       |
| Peter Dürr       | Lesiklás         |               |               |               |               | nem ért célba | nem ért célba |
| Klaus Gattermann | Lesiklás         |               |               |               |               | 1:47,12       | 12.           |
| Egon Hirt        | Műlesiklás       | nem ért célba | nem ért célba | kiesett       | kiesett       | kiesett       | kiesett       |
| Egon Hirt        | Óriás-műlesiklás | 1:22,45       | 14.           | 1:21,66       | 11.           | 2:44,11       | 13.           |
| Herbert Renoth   | Lesiklás         |               |               |               |               | 1:48,39       | 22.           |
| Sepp Wildgruber  | Lesiklás         |               |               |               |               | 1:46,53       | 7.            |

Női
| Versenyző           | Versenyszám      | 1. futam | 1. futam | 2. futam | 2. futam | Összesítés | Összesítés |
| Versenyző           | Versenyszám      | Idő      | Hely.    | Idő      | Hely.    | Idő        | Helyezés   |
| ------------------- | ---------------- | -------- | -------- | -------- | -------- | ---------- | ---------- |
| Irene Epple         | Lesiklás         |          |          |          |          | 1:15,65    | 23.        |
| Irene Epple         | Óriás-műlesiklás | 1:11,64  | 22.      | 1:13,88  | 22.      | 2:25,52    | 21.        |
| Maria Epple         | Műlesiklás       | 49,63    | 11.      | 49,14    | 11.      | 1:38,77    | 12.        |
| Maria Epple         | Óriás-műlesiklás | 1:10,40  | 10.      | 1:13,25  | 14.      | 2:23,65    | 13.        |
| Michaela Gerg       | Óriás-műlesiklás | 1:12,18  | 32.*     | 1:14,10  | 24.      | 2:26,28    | 24.        |
| Marina Kiehl        | Lesiklás         |          |          |          |          | 1:14,30    | 6.*        |
| Marina Kiehl        | Óriás-műlesiklás | 1:09,70  | 5.       | 1:12,33  | 5.       | 2:22,03    | 5.         |
| Regine Mösenlechner | Lesiklás         |          |          |          |          | 1:15,16    | 17.        |
| Heidi Wiesler       | Lesiklás         |          |          |          |          | 1:14,98    | 14.        |

* - egy másik versenyzővel azonos eredményt ért el

## Biatlon
| Versenyző                                               | Versenyszám      | Lövőhiba | Időeredmény | Helyezés |
| ------------------------------------------------------- | ---------------- | -------- | ----------- | -------- |
| Peter Angerer                                           | 10 km sprint     | 1        | 31:02,4     |          |
| Peter Angerer                                           | 20 km egyéni     | 2        | 1:11:52,7   |          |
| Fritz Fischer                                           | 10 km sprint     | 2        | 32:04,7     | 8.       |
| Fritz Fischer                                           | 20 km egyéni     | 4        | 1:15:49,7   | 7.       |
| Walter Pichler                                          | 10 km sprint     | 1        | 32:30,2     | 16.      |
| Ernst Reiter                                            | 20 km egyéni     | 5        | 1:20:37,4   | 22.      |
| Ernst Reiter Walter Pichler Peter Angerer Fritz Fischer | 4 × 7,5 km váltó | 1        | 1:39:05,1   |          |

## Bob
| Versenyző                                                            | Versenyszám | 1. futam | 1. futam | 2. futam | 2. futam | 3. futam | 3. futam | 4. futam | 4. futam | Összesítés | Összesítés |
| Versenyző                                                            | Versenyszám | Idő      | Hely.    | Idő      | Hely.    | Idő      | Hely.    | Idő      | Hely.    | Idő        | Helyezés   |
| -------------------------------------------------------------------- | ----------- | -------- | -------- | -------- | -------- | -------- | -------- | -------- | -------- | ---------- | ---------- |
| Anton Fischer Hans Metzler                                           | Kettes      | 52,29    | 7.       | 52,25    | 7.       | 52,18    | 9.       | 52,46    | 11.      | 3:29,18    | 8.         |
| Andreas Weikenstorfer Hans-Jürgen Hartmann                           | Kettes      | 52,31    | 8.       | 53,05    | 15.      | 52,60    | 15.      | 52,45    | 10.      | 3:30,41    | 11.        |
| Klaus Kopp Gerhard Oechsle Günter Neuburger Hans-Joachim Schuhmacher | Négyes      | 50,71    | 9.       | 51,09    | 9.       | 51,01    | 7.       | 51,34    | 11.      | 3:24,15    | 9.         |
| Anton Fischer Franz Nießner Hans Metzler Uwe Eisenreich              | Négyes      | 51,08    | 14.*     | 51,39    | 16.      | 51,48    | 14.      | 51,36    | 12.      | 3:25,31    | 14.        |

* - egy másik csapattal azonos eredményt ért el

## Északi összetett
| Versenyző        | Síugrás | Síugrás | Sífutás | Sífutás | Sífutás | Összesítés | Összesítés |
| Versenyző        | Pont    | Hely.   | Idő     | Pont    | Hely.   | Pont       | Helyezés   |
| ---------------- | ------- | ------- | ------- | ------- | ------- | ---------- | ---------- |
| Dirk Kramer      | 189,0   | 19.     | 49:43,7 | 191,245 | 13.     | 380,245    | 18.        |
| Thomas Müller    | 209,1   | 3.      | 49:32,7 | 192,895 | 12.     | 401,995    | 5.         |
| Hubert Schwarz   | 181,6   | 23.     | 51:42,0 | 173,500 | 26.     | 355,100    | 24.        |
| Hermann Weinbuch | 201,6   | 10.     | 49:13,4 | 195,790 | 10.     | 397,390    | 8.         |

## Gyorskorcsolya
Férfi
| Versenyző            | Versenyszám | Eredmény | Helyezés |
| -------------------- | ----------- | -------- | -------- |
| Hansjörg Baltes      | 1500 m      | 2:02,68  | 26.      |
| Hansjörg Baltes      | 5000 m      | 7:50,33  | 37.      |
| Andreas Lemcke       | 1000 m      | 1:19,39  | 26.      |
| Andreas Lemcke       | 1500 m      | 2:03,13  | 27.      |
| Andreas Lemcke       | 5000 m      | 7:41,69  | 29.      |
| Hans-Peter Oberhuber | 500 m       | 39,39    | 19.      |
| Hans-Peter Oberhuber | 1000 m      | 1:19,13  | 23.*     |
| Wolfgang Scharf      | 1500 m      | 2:02,64  | 25.      |
| Wolfgang Scharf      | 5000 m      | 7:40,90  | 28.      |
| Wolfgang Scharf      | 10 000 m    | 15:40,74 | 28.      |
| Uwe Streb            | 500 m       | 39,78    | 26.      |
| Uwe Streb            | 1000 m      | 1:18,65  | 15.      |

Női
| Versenyző    | Versenyszám | Eredmény | Helyezés |
| ------------ | ----------- | -------- | -------- |
| Monika Pflug | 500 m       | 42,40    | 7.       |
| Monika Pflug | 1000 m      | 1:25,87  | 8.       |
| Sigrid Smuda | 500 m       | 43,74    | 20.*     |
| Sigrid Smuda | 1000 m      | 1:27,05  | 15.      |
| Sigrid Smuda | 1500 m      | 2:10,55  | 10.      |
| Sigrid Smuda | 3000 m      | 4:53,22  | 18.      |

* - egy másik versenyzővel azonos eredményt ért el

## Jégkorong
| Nyugatnémet férfi jégkorongcsapat-játékoskeret                                                                | Nyugatnémet férfi jégkorongcsapat-játékoskeret                                                                     | Nyugatnémet férfi jégkorongcsapat-játékoskeret                                                |
| --- | --- | --------------------------------------------------------------------------------------------- |
| - Manfred Ahne - Ignaz Berndaner - Michael Betz - Bernd Englbrecht - Karl Friesen - Dieter Hegen - Uli Hiemer | - Ernst Höfner - Udo Kießling - Harold Kreis - Marcus Kuhl - Erich Kühnhackl - Andreas Niederberger - Joachim Reil | - Franz Reindl - Roy Roedger - Peter Scharf - Helmut Steiger - Gerd Truntschka - Manfred Wolf |

### Eredmények
A csoport
| Csapat        | M | Gy | D | V | G+ | G– | Gk  | P  |
| ------------- | - | -- | - | - | -- | -- | --- | -- |
| Szovjetunió   | 5 | 5  | 0 | 0 | 42 | 5  | +37 | 10 |
| Svédország    | 5 | 3  | 1 | 1 | 34 | 15 | +19 | 7  |
| NSZK          | 5 | 3  | 1 | 1 | 27 | 17 | +10 | 7  |
| Lengyelország | 5 | 1  | 0 | 4 | 16 | 37 | –21 | 2  |
| Olaszország   | 5 | 1  | 0 | 4 | 15 | 31 | –16 | 2  |
| Jugoszlávia   | 5 | 1  | 0 | 4 | 8  | 37 | –29 | 2  |

| 1984. február 7. | Jugoszlávia (YUG) | 1 – 8 (1–1, 0–4, 0–3) | NSZK | Szarajevó |

|  |  |  |  |  |
|  |  |  |  |  |
|  |  |  |  |  |
|  |  |  |  |  |

| 1984. február 9. | NSZK (FRG) | 8 – 5 (2–2, 3–1, 3–2) | Lengyelország | Szarajevó |

|  |  |  |  |  |
|  |  |  |  |  |
|  |  |  |  |  |
|  |  |  |  |  |

| 1984. február 13. | Szovjetunió (URS) | 6 – 1 (4–1, 2–0, 0–0) | NSZK | Szarajevó |

|  |  |  |  |  |
|  |  |  |  |  |
|  |  |  |  |  |
|  |  |  |  |  |

| 1984. február 15. | NSZK (FRG) | 9 – 4 (1–0, 5–1, 3–3) | Olaszország | Szarajevó |

|  |  |  |  |  |
|  |  |  |  |  |
|  |  |  |  |  |
|  |  |  |  |  |

Az 5. helyért
| 1984. február 17. | NSZK (FRG) | 7 – 4 (1–2, 1–2, 5–0) | Finnország | Szarajevó |

|  |  |  |  |  |
|  |  |  |  |  |
|  |  |  |  |  |
|  |  |  |  |  |

| Csapat | Helyezés |
| ------ | -------- |
| NSZK   | 5.       |

## Műkorcsolya
| Versenyző                       | Versenyszám  | Kötelező elemek   | Kötelező elemek | Kötelező elemek | Rövid program     | Rövid program | Rövid program | Kűr               | Kűr   | Kűr         | Összesítés         | Összesítés |
| Versenyző                       | Versenyszám  | Több. hely. száma | Hely.           | Hely. pont.     | Több. hely. száma | Hely.         | Hely. pont.   | Több. hely. száma | Hely. | Hely. pont. | Helyezési pontszám | Helyezés   |
| ------------------------------- | ------------ | ----------------- | --------------- | --------------- | ----------------- | ------------- | ------------- | ----------------- | ----- | ----------- | ------------------ | ---------- |
| Rudi Cerne                      | Férfi egyéni | 9×3+              | 3.              | 1,8             | 8×6+              | 6.            | 2,4           | 6×4+              | 4.    | 4,0         | 8,2                | 4.         |
| Norbert Schramm                 | Férfi egyéni | 5×9+              | 9.              | 5,4             | 7×7+              | 7.            | 2,8           | 7×8+              | 8.    | 8,0         | 16,2               | 9.         |
| Heiko Fischer                   | Férfi egyéni | 5×5+              | 6.              | 3,6             | 5×9+              | 10.           | 4,0           | 5×11+             | 12.   | 12,0        | 19,6               | 10.        |
| Manuela Ruben                   | Női egyéni   | 7×7+              | 6.              | 3,6             | 8×11+             | 11.           | 4,4           | 7×8+              | 7.    | 7,0         | 15,0               | 7.         |
| Claudia Leistner                | Női egyéni   | 5×8+              | 9.              | 5,4             | 5×10+             | 10.           | 4,0           | 5×8+              | 8.    | 8,0         | 17,4               | 9.         |
| Claudia Massari Leonardo Azzola | Páros        |                   |                 |                 | 7×12+             | 11.           | 4,4           | 5×13+             | 13.   | 13,0        | 17,4               | 13.        |

| Versenyző                   | Versenyszám | Kötelező tánc     | Kötelező tánc | Kötelező tánc | Eredeti (original) tánc | Eredeti (original) tánc | Eredeti (original) tánc | Kűr               | Kűr   | Kűr         | Összesítés         | Összesítés |
| Versenyző                   | Versenyszám | Több. hely. száma | Hely.         | Hely. pont.   | Több. hely. száma       | Hely.                   | Hely. pont.             | Több. hely. száma | Hely. | Hely. pont. | Helyezési pontszám | Helyezés   |
| --------------------------- | ----------- | ----------------- | ------------- | ------------- | ----------------------- | ----------------------- | ----------------------- | ----------------- | ----- | ----------- | ------------------ | ---------- |
| Petra Born Rainer Schönborn | Jégtánc     | 6×9+              | 9.            | 5,4           | 7×9+                    | 9.                      | 3,6                     | 7×9+              | 9.    | 9,0         | 18,0               | 9.         |

## Sífutás
Férfi
| Versenyző                                              | Versenyszám     | Eredmény      | Helyezés      |
| ------------------------------------------------------ | --------------- | ------------- | ------------- |
| Jochen Behle                                           | 15 km           | nem ért célba | nem ért célba |
| Jochen Behle                                           | 30 km           | 1:32:58,7     | 15.           |
| Stefan Dotzler                                         | 15 km           | 44:02,6       | 30.           |
| Stefan Dotzler                                         | 30 km           | 1:37:39,9     | 37.           |
| Josef Schneider                                        | 15 km           | 45:08,7       | 37.           |
| Josef Schneider                                        | 50 km           | 2:29:29,5     | 35.           |
| Franz Schöbel                                          | 15 km           | 44:11,1       | 33.           |
| Franz Schöbel                                          | 50 km           | 2:30:30,2     | 37.           |
| Peter Zipfel                                           | 30 km           | 1:36:26,6     | 33.           |
| Peter Zipfel                                           | 50 km           | 2:30:57,7     | 38.           |
| Jochen Behle Stefan Dotzler Franz Schöbel Peter Zipfel | 4 × 10 km váltó | 1:59:30,2     | 6.            |

Női
| Versenyző   | Versenyszám | Eredmény  | Helyezés |
| ----------- | ----------- | --------- | -------- |
| Karin Jäger | 10 km       | 35:05,2   | 33.      |
| Karin Jäger | 20 km       | 1:06:20,2 | 19.      |

## Síugrás
| Versenyző       | Versenyszám | 1. ugrás | 1. ugrás | 2. ugrás | 2. ugrás | Összesítés | Összesítés |
| Versenyző       | Versenyszám | Pont     | Hely.    | Pont     | Hely.    | Pont       | Helyezés   |
| --------------- | ----------- | -------- | -------- | -------- | -------- | ---------- | ---------- |
| Andi Bauer      | Normálsánc  | 104,7    | 3.       | 97,3     | 19.      | 202,0      | 11.        |
| Andi Bauer      | Nagysánc    | 102,2    | 4.       | 92,4     | 15.      | 194,6      | 7.         |
| Thomas Klauser  | Normálsánc  | 83,2     | 41.      | 76,1     | 48.*     | 159,3      | 47.        |
| Peter Rohwein   | Normálsánc  | 94,3     | 23.      | 66,9     | 55.      | 161,2      | 44.        |
| Peter Rohwein   | Nagysánc    | 77,7     | 37.      | 80,7     | 35.      | 158,4      | 35.        |
| Georg Waldvogel | Normálsánc  | 96,8     | 20.      | 91,0     | 28.      | 187,8      | 22.*       |
| Georg Waldvogel | Nagysánc    | 82,7     | 29.      | 71,8     | 42.      | 154,5      | 38.        |

* - egy másik versenyzővel azonos eredményt ért el

## Szánkó
| Versenyző                           | Versenyszám | 1. futam | 1. futam | 2. futam | 2. futam | 3. futam | 3. futam | 4. futam | 4. futam | Összesítés | Összesítés |
| Versenyző                           | Versenyszám | Idő      | Hely.    | Idő      | Hely.    | Idő      | Hely.    | Idő      | Hely.    | Idő        | Helyezés   |
| ----------------------------------- | ----------- | -------- | -------- | -------- | -------- | -------- | -------- | -------- | -------- | ---------- | ---------- |
| Thomas Rzeznizok                    | Férfi egyes | 46,704   | 11.      | 46,970   | 12.      | 47,154   | 16.      | 46,539   | 12.      | 3:07,367   | 12.        |
| Johannes Schettel                   | Férfi egyes | 47,318   | 16.      | 47,071   | 15.      | 46,947   | 13.      | kizárták | kizárták | kiesett    | kiesett    |
| Andrea Hatle                        | Női egyes   | 43,397   | 14.      | 42,072   | 4.       | 42,102   | 6.       | 41,920   | 5.       | 2:49,491   | 8.         |
| Constanze Zeitz                     | Női egyes   | 42,707   | 10.      | 42,679   | 12.      | 42,300   | 11.      | 42,150   | 11.      | 2:49,836   | 9.         |
| Hans Stanggassinger Franz Wembacher | Kettes      | 41,880   | 2.       | 41,740   | 1.       |          |          |          |          | 1:23,620   |            |
| Thomas Schwab Wolfgang Staudinger   | Kettes      | 42,267   | 8.       | 42,367   | 9.       |          |          |          |          | 1:24,634   | 8.         |